# Reliant Scimitar
La Reliant Scimitar est une série de modèles de voitures de sport produites par le constructeur automobile britannique Reliant entre 1964 et 1986. Au cours des 22 ans que dura sa production, la gamme connut différentes versions, y compris un cabriolet lancé en 1980. Tous ces modèles ont une carrosseries en fibre de verre montée sur un châssis en caisson d'acier.

## Scimitar GT SE4 (1964-1970)
La première Scimitar Reliant était un coupé basé sur le style d'un prototype Daimler SP250 (rebaptisé SX250) et le châssis d'une Reliant Saber. Elle fut présentée pour la première fois en 1964. Elle était propulsée par un moteur six cylindres en ligne Ford de 2,6 litres issus des modèles Zephyr et Zodiac. Afin de réduire les coûts, en plus du moteur, de nombreux composants étaient des composants existants conçus à l'origine pour des modèles concurrents. Un point particulier pour les acheteurs des premières Scimitars était que le déploiement du pare-soleil déséquilibrait le rétroviseur.
En 1966, le modèle SE4A fut remplacé par le SE4B, avec un moteur V6 Ford "Essex" de 3 litres. Un an plus tard, en septembre 1967, la version SE4C moins chère fut introduite avec une version 2,5 litres du même moteur et une réduction de 105 £ sur le prix d'achat. Le moteur différait de celui équipant le Ford Zephyr 6 en ce que le moteur Reliant était équipé d'un alternateur, les acheteurs de la Ford devant se contenter d'une dynamo.
Un peu plus de 1000 exemplaires de SE4 furent produites.

### Scimitar GT SE4 (1964)
Alors que la Sabre 6 commençait à paraître un peu datée, le directeur général Ray Wiggin cherchait un nouveau design. Au salon de l'automobile de 1962 il repéra une voiture désignée Ogle SX250 conçue par David Ogle (de David Ogle Associates, connu plus tard sous le nom d'Ogle Design) et basée sur le châssis et la transmission de la Daimler Dart SP250. La voiture était une commande spéciale de Boris Forter, directeur général de la société Helena Rubenstein (Royaume-Uni), qui en fit construire un autre exemplaire pour sa petite amie.
Daimler ne fut pas intéressé pas ce concept, Reliant contacta Ogle pour lui demander d'acheter les droits. Quelques modifications subtiles furent apportées à la carrosserie afin qu'elle s'adapte au châssis et à aux trains roulants de la Reliant Sabre.
La nouvelle voiture Scimitar GT conservait le moteur six cylindres en ligne de la Sabre, mais avec trois carburateurs S.U. de série, elle produisait désormais 120 hp (122 ch) permettant de propulser la voiture à une vitesse de pointe de 117 mi/h (188 km/h). Le modèle fut dévoilé au salon automobile d'Earls Court en 1964. La voiture fut plébiscitée pour ses lignes élégantes et ses performances pour un prix de 1 292 £. Ce tarif comprenait des roues à rayons et un intérieur luxueux avec une instrumentation complète. La liste des options comprenait un système d'overdrive De Normanville, un toit ouvrant électrique et une boîte de vitesses ZF. Reliant a produit environ 296 Scimitar GT à moteur 6 cylindres en ligne.

### Scimitar GT SE4A (1965 - 1966) et SE4B (1966 - 1970)
À la fin de 1966 Ford abandonna son moteur 6 cylindres en ligne de 2,6 litres et le remplaça par le nouveau moteur Essex V6 de 3 litres (utilisé dans les dernières Ford Zodiac MK IV). Cela impliquait pour Reliant un gros travail de développement d'adaptation sur la Scimitar GT existante afin d'obtenir, grâce à ce nouveau moteur plus puissant, de meilleures performances et une meilleure maniabilité.
Le moteur Essex étant plus court, il fut monté plus en arrière dans la cloison pare-feu afin d'améliorer la répartition du poids. Les triangles de suspension inférieurs furent repositionnés, les points d'accroche des suspensions et les traverses furent renforcées et une barre anti-roulis fut installée. D'autres modifications comprenaient le remplacement des roues à rayons de série par des roues en acier plus larges et le montage d'un essieu arrière avec un rapport de pont plus élevé (3,58: 1 au lieu de 3,875: 1).
L'intérieur mis à jour pour évoluer avec le temps était désormais entièrement noir anti-éblouissement (y compris les cerclages de cadran à la place des versions chromées précédentes). La planche de bord reçu des bourrelets de protection en haut et en bas, et des améliorations furent apportées à la ventilation en installant des bouches de ventilation à direction variable, comme celles utilisées par Ford.
Voici ce que disait le magazine Autocar le 12 janvier 1967 à propos de la nouvelle Scimitar GT 3 litres :
"En un coup d'œil - le Coupé 2 + 2 hautes performances. Le moteur robuste à bas régime associé à un rapport de boite élevé permet de rouler sans effort à des vitesses à trois chiffres. Bon changement de vitesse, mais rapports assez longs. Embrayage doux et léger. La conduite et la tenue de route sont très bonnes et bien améliorées par rapport à la précédente voiture. La direction est légère et précise et les freins sont de première classe avec un servofrein puissant. La ventilation s'est améliorée mais n'est toujours pas idéale. Carburant et autonomie sont très bons ".

### Scimitar GT SE4C (1967 - 1970)

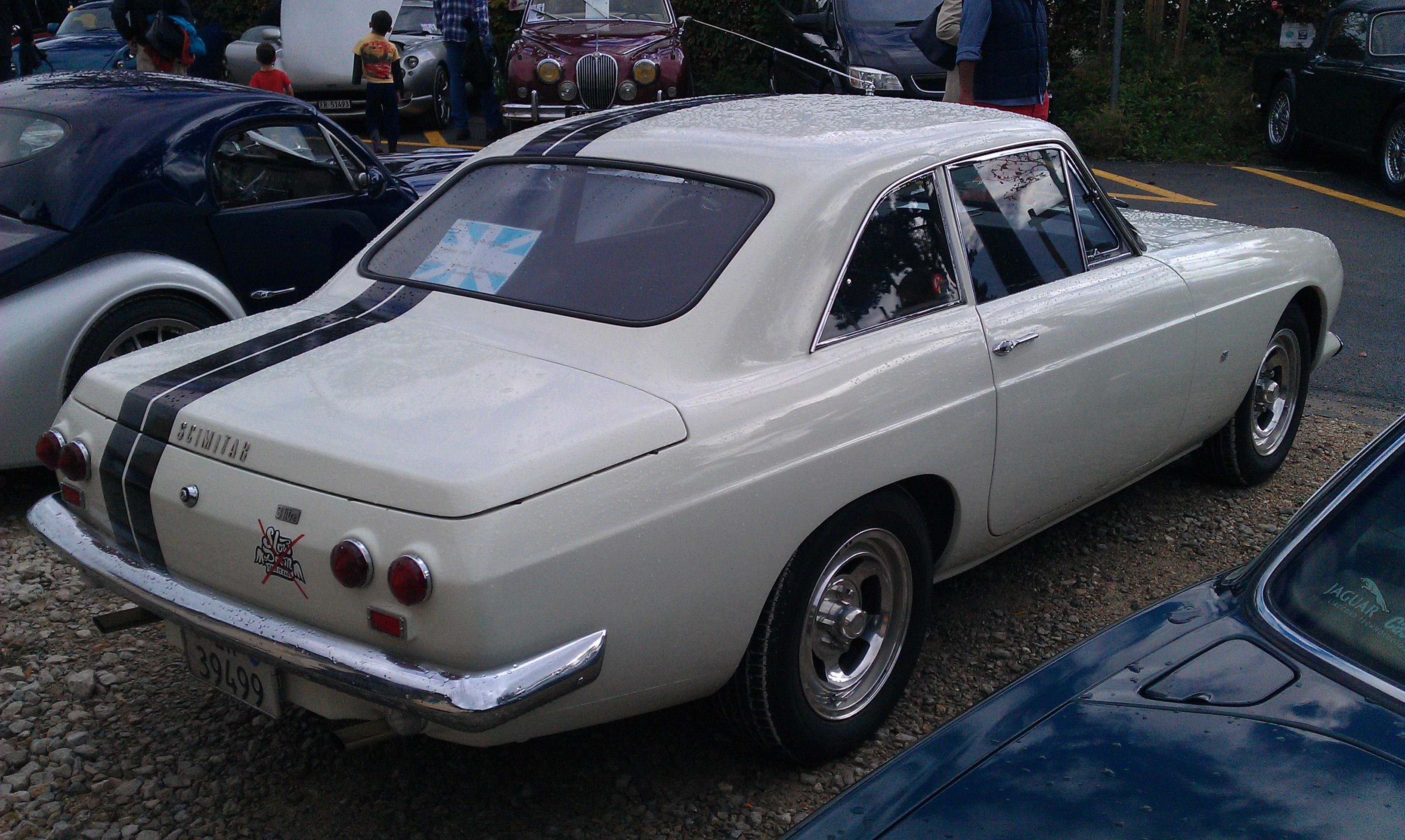
Scimitar GT SE4 1967

Reliant présenta la troisième et dernière version de la Scimitar GT V6 à la fin de 1967. Pour élargir son attrait, la marque lança une Scimitar GT légèrement moins puissante.
L'utilisation de la version 2,5 litres du moteur Ford V6 Essex signifiait que la voiture pouvait encore atteindre des vitesses supérieures à 110 mi/h (177 km/h), avec une économie de carburant légèrement meilleure et un coût pour le public d'environ 120 £ de moins. À l'extérieur, la seule différence entre les versions 3 litres et 2,5 litres était le petit badge sur le coffre indiquant la cylindrée du moteur. Environ 118 Scimitar GT 2,5 litres furent vendus avant la fin de cette version. La production de la Scimitar GT standard se poursuivie jusqu'en novembre 1970.

### Production
| Modèle            | Motorisation    | Cylindrée  | Puissance      | Année       | Exemplaires |
| ----------------- | --------------- | ---------- | -------------- | ----------- | ----------- |
| Scimitar GT SE4   | Ford 6 en ligne | 2,6 litres | 120 ch (88 kW) | 1965        | 59          |
| Scimitar GT SE4 A | Ford 6 en ligne | 2,6 litres | 120 ch (88 kW) | 1965 - 1966 | 238         |
| Scimitar GT SE4 B | Ford V6 "Essex" | 3,0 litres | 128 ch (94 kW) | 1966 - 1970 | 591         |
| Scimitar GT SE4 C | Ford V6 "Essex" | 2,5 litres | 119 ch (88 kW) | 1967 - 1970 | 118         |

## Scimitar GTE SE5 (1968-1972) et SE5A (1972-1975)
Tom Karen de la société Ogle, fut invité à soumettre des concepts de carrosserie basés sur l'expérience du break Ogle Design GTS pour une nouvelle Scimitar quatre places, la SE5 Reliant Scimitar. Le directeur général Ray Wiggin, l'ingénieur en chef John Crosthwaite et l'expert des carrosseries en fibre de verre Ken Wood se rendirent chez Ogle à Letchworth pour voir des maquettes destinées à la nouvelle SE5. Wiggin demanda alors à Wood de créer un premier prototype de carrosserie.
En moins de 12 mois la SE5 fut conçue et prête pour le Salon de l'Automobile. Pour la SE5, John Crosthwaite et son équipe développèrent un châssis plus long complètement différent, une suspension repensée, un nouveau réservoir de carburant déplacé de 78 litres, une barre anti-retournement, un nouveau système de refroidissement et une roue de secours montée dans le nez pour libérer plus d'espace à l'arrière. Lors de la conception du châssis, Crosthwaite travailla en étroite collaboration avec Peter Bailey le styliste carrosserie Ogle pour modifier et affiner le prototype.
Le principal changement introduit dans la SE5 était la forme de la carrosserie sportive à hayon. Une originalité pour Scimitar mais qui ne constituait pas une nouveauté en soi, d'autres constructeurs automobiles ayant également produit des modèles sportifs à hayon.
La SE5 était équipé du même moteur Ford Essex de 3.0 litres utilisé dans la SE4 A/B. Cela permettait à la SE5 d'obtenir une vitesse de pointe de plus de 120 mi/h (193 km/h). Une transmission automatique Borg-Warner 35 fut ajoutée en option en 1970 et 1971, l'overdrive sur la boîte manuelle à 4 vitesses était offerte. En 1972, plusieurs améliorations furent apportées avec une mise à niveau vers le type SE5A, y compris une augmentation de la puissance. Les 7 ch (5 kW) supplémentaires et le régime maximal du moteur augmentaient les performances et la GTE était désormais capable d'un 0 à 60 mi/h (97 km/h) en 8,5 secondes. La vitesse maximale augmenta également pour arriver à 121 mi/h (195 km/h). Le tableau de bord plat de la SE5 céda la place à un tableau de bord en plastique courbe et moulé,,,,,,,. La SE5A peut être différenciée d'une SE5 par ses feux de recul qui se trouvent sous le pare-chocs sur le modèle précédent et sont intégrés dans les groupes arrière sur la version ultérieure (ceux-ci ont également été utilisés sur les SE6 et les versions ultérieures). Les changements de badges incluaient le changement du lettrage «SCIMITAR» passant d'un style étroit à un lettrage plus gros.

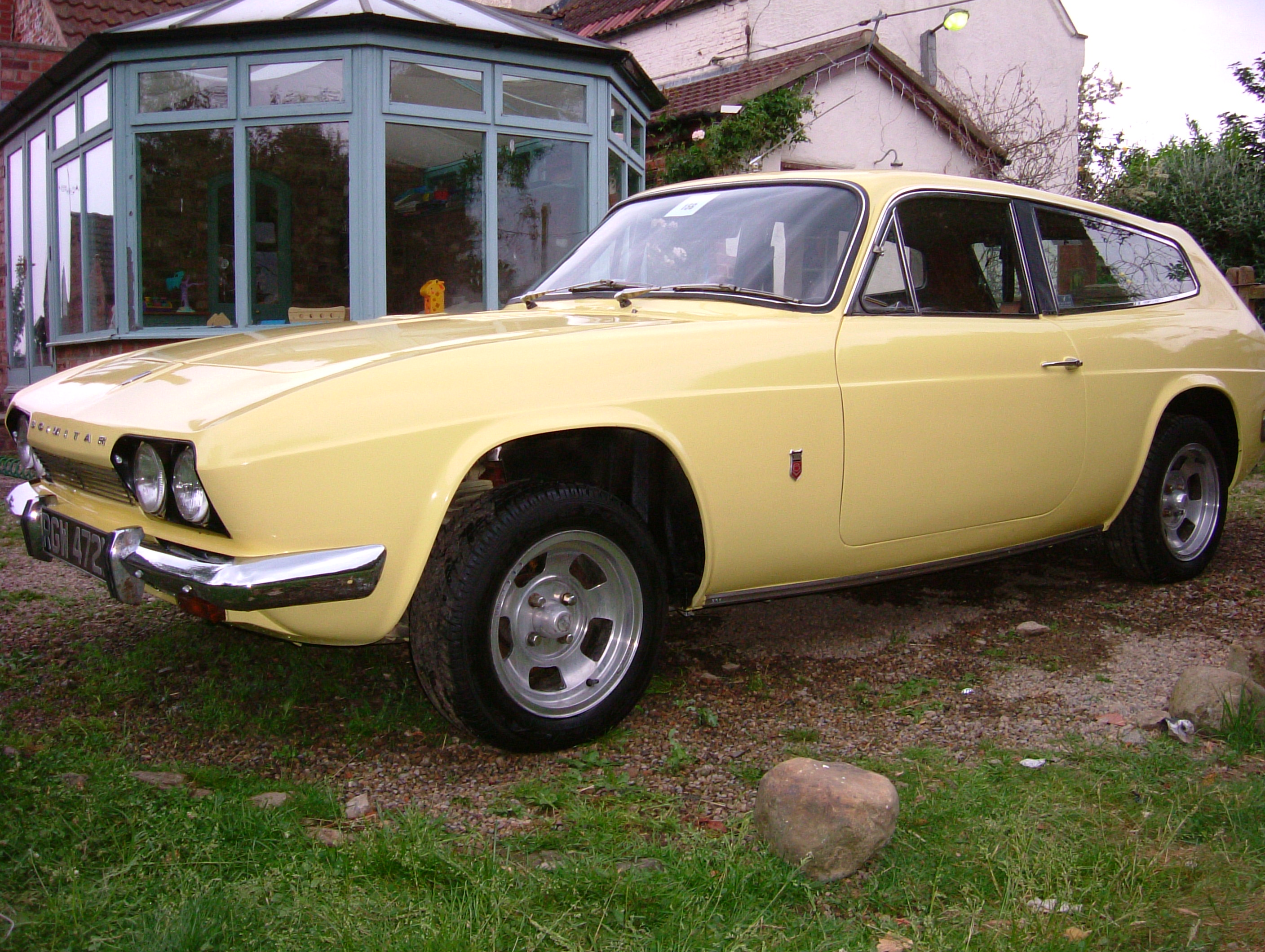
Scimitar GTE SE5A

Immédiatement après l'annonce de la voiture, le magazine Autocar testa une GTE 3 litres (avec transmission manuelle) en octobre 1968 relevant une vitesse maximale de 117 mi/h (188 km/h) et un 0 à 60 mi/h (97 km/h) en 10,7 secondes. La consommation globale de carburant pour le test était de 18,5 mi/gal. Le prix de vente recommandé par le fabricant au Royaume-Uni, taxes de vente comprises, était de 1 759 £. En comparaison la MG MGC GT 3 litres se vendait à l'époque 1 337 £, tandis que la Rover 3500 était proposée à 1 791 £. Le lancement de la Volvo 1800ES, plus directement comparable, n'arriva que quatre ans plus tard.
Avec 4 311 exemplaires de SE5 produits ce fut un succès instantané. La production de GT fut réduite et la proportion de GTE produites par rapport aux GT était de quatre pour un. Reliant augmenta son volume de production de 20% la première année. Le modèle 5A s'est vendu plus que tout autre Scimitar, avec 5105 exemplaires fabriqués. En novembre 1970 la princesse Anne reçu de la part de la reine et du duc d'Édimbourg une SE5 manuelle avec overdrive comme cadeau pour son 20e anniversaire et pour Noël. Elle était de couleur bleu Air Force avec un intérieur en cuir gris et immatriculé 1420 H en reconnaissance de sa position de colonel en chef des 14th/20th Hussars. La princesse Anne a possédé huit autres GTE en tout.

## Scimitar GTE SE6 (1975-76), SE6A (1976-1980) et SE6B (1980-1986)
Modèle plus luxueux que la SE5, la série SE6 était un modèle ciblant le marché des cadres. C'étaient des modèles sportifs deux portes, toujours avec le moteur Ford V6 3.0 litres comme celui utilisé dans les SE5A avec 135 hp (137 ch). L'empattement était allongé de 4 pouces (10 cm) et les voies de 3 pouces (8 cm) rendant les voitures proportionnellement plus longues et plus larges que les modèles précédents. La longueur supplémentaire était utilisée pour améliorer l'espace aux jambes et l'accès aux places arrière, ce qui améliora les références de la voiture en tant que véritable quatre places. Les changements notables par rapport aux modèles précédents étaient l'augmentation de la taille des phares extérieurs de 5 3/4" à 7" et le remplacement des pare-chocs chromés par des éléments en caoutchouc. Un overdrive Laycock sur les troisième et quatrième rapports était optionnel. La SE6 fut remplacée par la SE6A à la fin de 1976. 543 exemplaires de SE6 ont été produits.
La SE6A apporta un certain nombre de changements comme l'utilisation de freins Lockheed et l'amélioration des suspensions. Un moyen aisé de repérer une SE6A par rapport à une SE6 est le passage à l'orange des réflecteurs rouges sur les évents de l'extracteur arrière, et les trois rainures verticales supprimées dans le pare-chocs avant (devant les passages de roue). 3877 exemplaires de SE6A ont été fabriqués, ce qui en fait la version la plus populaire de toutes les SE6.
Ford arrêta de fabriquer le moteur Essex pour la Capri en 1981 et sa production s'arrêta complètement en 1988. L'une des principales différences avec les SE6B était donc le moteur. Le moteur Ford Cologne V6 2.8 litres construit en Allemagne fut utilisé à la place (ainsi le châssis des 6B diffère des 6/6A à l'avant) fournissant une puissance similaire mais avec moins de couple à bas régime. Le rapport d'entraînement final fut donc abaissé de 3,31: 1 à 3,54: 1 pour compenser cette baisse de couple. Toutes les SE6B (et les SE8) étaient équipés de carburateur Pierburg/Solex peu fiables (de nombreux propriétaires les changèrent pour les carburateurs Weber 38DGAS du moteur Essex) et bien que la batterie soit déplacée par rapport aux SE6/SE6A pour permettre l'installation de l'injection, aucun exemplaire n'en fut équipé. Certaines versions tardives (vers 1983) étaient livrées avec un châssis galvanisé en standard, mais les numéros exacts et les détails des châssis sont vagues.

Présentée au Salon de l'automobile de Genève 1980 seuls 407 exemplaires de SE6B furent fabriqués. La production a cessé en 1986.

Scimitar GTE SE6
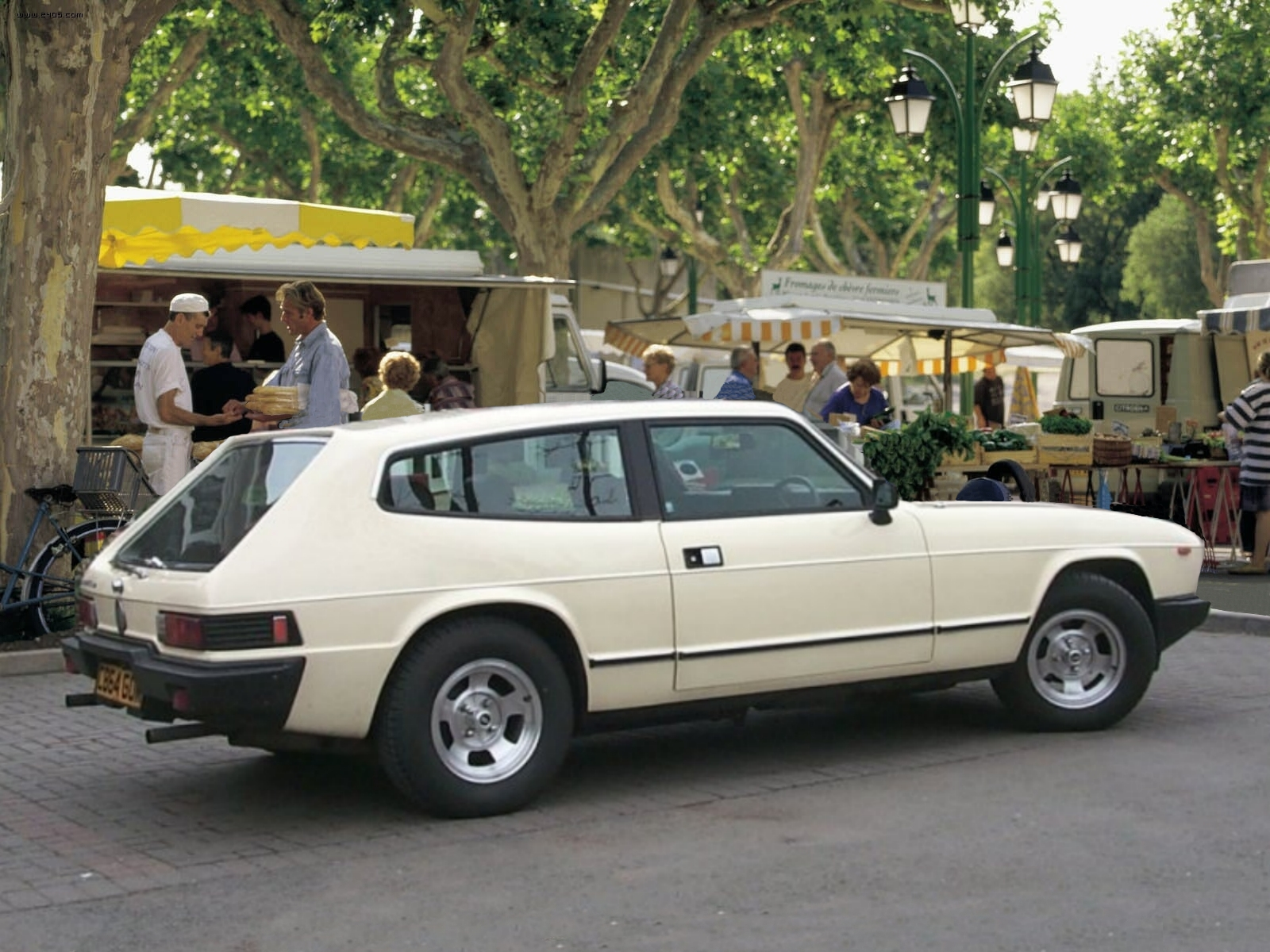
Scimitar GTE SE6 arrière
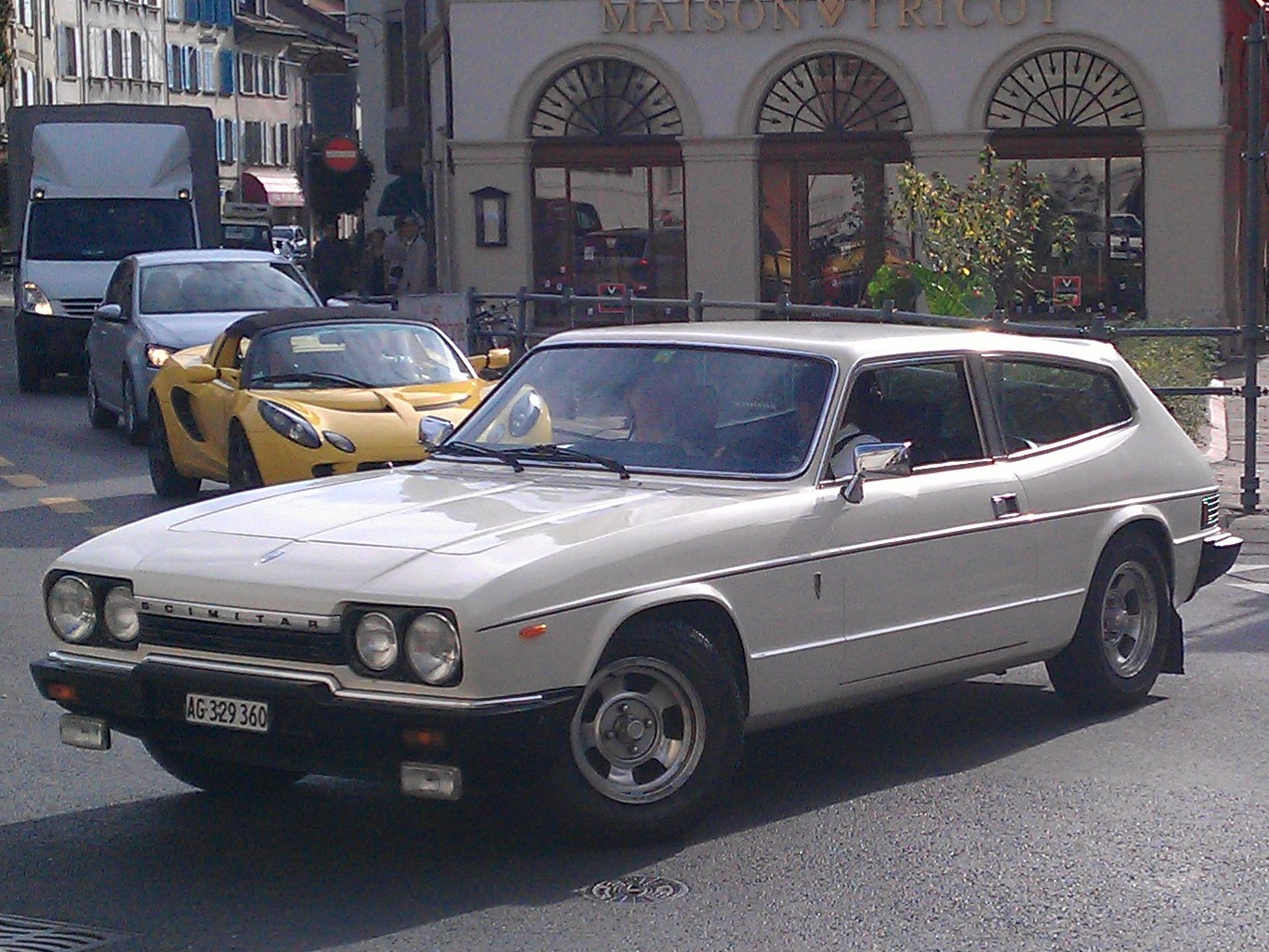
Scimitar GTE SE6 avant
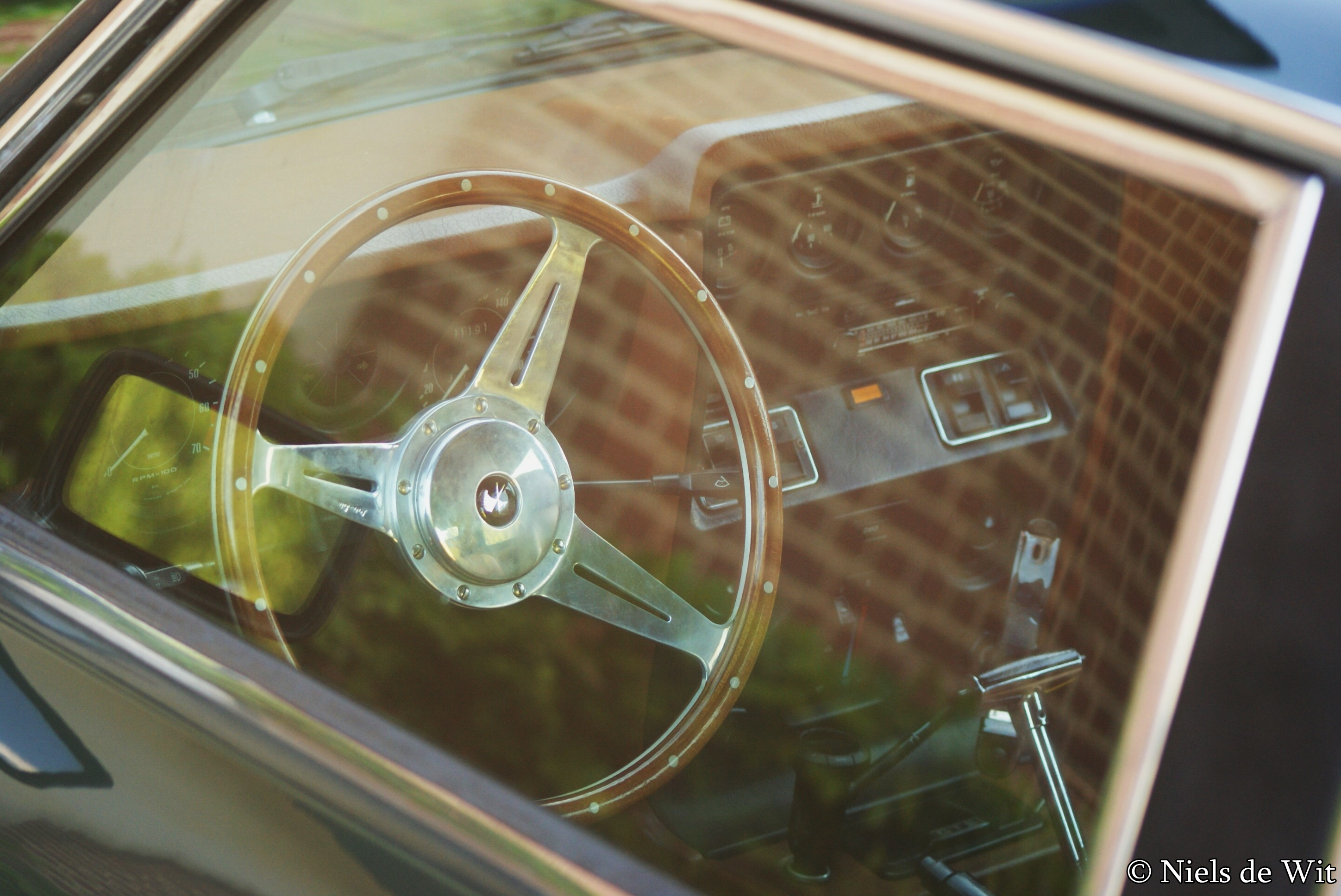
Intérieur Scimitar GTE SE6 1977

## Middlebridge Scimitar GTE (1988–1990)
En juin 1987, après l'arrêt de la production chez Reliant, Middlebridge Scimitar Ltd. acquis les droits de fabrication des Scimitar GTE et GTC. Cette société, basée à Beeston, Nottinghamshire, produisait une version à moteur 2.9 litres de la GTE recevant de nombreuses modifications et modernisations (plus de 450), comme un moteur V6 de 145 ch à injection électronique provenant de la Ford Scorpio et une boîte de vitesses Ford T9 à cinq rapports avec en option la boite automatique Ford A4LD à 4 rapports.
Le cinquième exemplaire Scimitar Middlebridge construit fut livré à la princesse Anne. Seules 78 Scimitars (toutes à conduite à gauche sauf trois exemplaires à conduite à droite) ont été produites par Middlebridge avant que la société ne soit mise en redressement judiciaire en 1990.

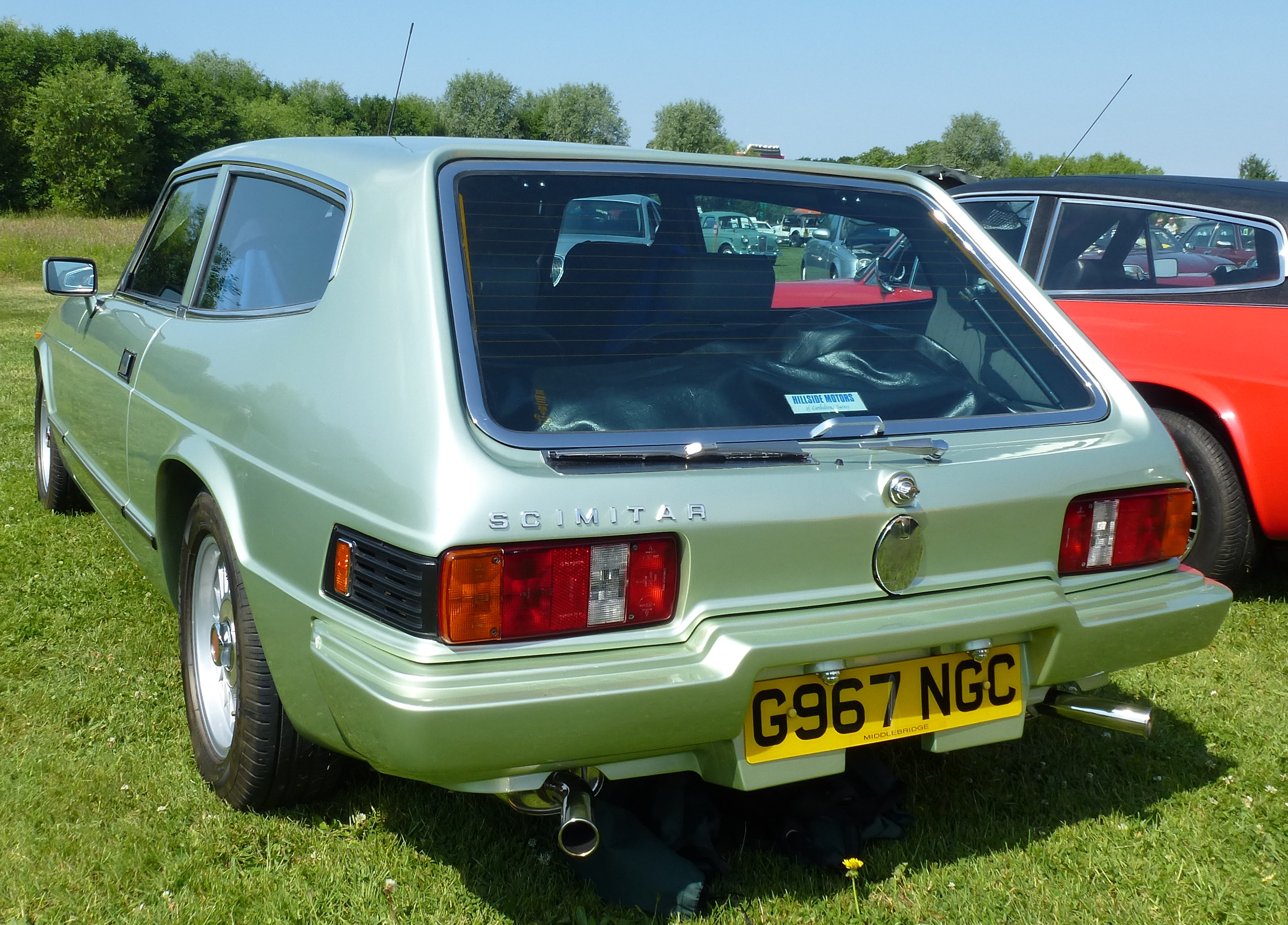
Middlebridge Scimitar 1989

Un seul exemplaire de GTC (cabriolet) fut assemblé, utilisant une carrosserie Reliant à conduite à gauche convertie par Middlebridge en conduite à droite. La voiture ne fut jamais terminée et la carrosserie et le châssis furent séparés et vendus à de nouveaux propriétaires. Les droits de production furent ensuite acquis par Graham Walker Ltd., qui construisit des Scimitars sur commande à partir de 2014.

### Production GTE
| Modèle                    | Motorisation      | Cylindrée | Puissance               | Années    | Exemplaires |
| ------------------------- | ----------------- | --------- | ----------------------- | --------- | ----------- |
| Scimitar GTE SE5          | Ford V6 "Essex"   | 2,5-3,0 l | 119-128 ch (87,5–94 kW) | 1968-1972 | 4311        |
| Scimitar GTE SE5A         | Ford V6 "Essex"   | 3,0 l     | 135 ch (99 kW)          | 1972-1975 | 5105        |
| Scimitar GTE SE6          | Ford V6 "Essex"   | 3,0 l     | 135 ch (99 kW)          | 1975-1977 | 543         |
| Scimitar GTE SE6A         | Ford V6 "Essex"   | 3,0 l     | 135 ch (99 kW)          | 1977-1980 | 3877        |
| Scimitar GTE SE6B         | Ford V6 "Cologne" | 2,8 l     | 135 ch (99 kW)          | 1980-1986 | 437         |
| Middlebridge Scimitar GTE | Ford V6           | 2,9 l     | 145 ch (108 kW)         | 1988-1990 | 77/99       |

## Scimitar GTC SE8 (1980-1986)
En 1977 Reliant commença à planifier un cabriolet, Ogle Design étant chargé de créer un prototype. Tom Karen adapta son design de la GTE antérieure créant un cabriolet quatre places avec un coffre de bonne dimension. À partir de l'arrière du montant B, tous les panneaux étaient nouveaux, avec des contreventements supplémentaires introduits entre les panneaux latéraux arrière et les plaques de charnière de porte sous le tableau de bord. L'arceau de la GTE fut conservé et, pour un renfort complémentaire, il était relié à des tubes supplémentaires circulant autour du pare-brise, créant un concept de barre en T de type Triumph Stag assurant la rigidité de la nouvelle carrosserie. La voiture ayant un châssis séparé et ce renfort supplémentaire, elle ne souffrait pas du tremblement caractéristique des décapotables monocoque. La capote fut conçue en interne en adaptant le cadre de la Triumph Stag avec une housse sur mesure en mohair. Un prototype de la voiture fut construit en 1978 propulsé par un moteur V6 3.0 Essex. Plus tard, Reliant le remplaça par un moteur 2.8 Cologne, car Ford avait retiré ses moteurs Essex du marché européen au profit du Cologne. Le couple étant légèrement inférieur à celui du moteur Essex, afin d'améliorer les performances, Reliant modifia le rapport de transmission final, celui-ci passant de 3.31 à 3.54. La GTC fut lancée en mars 1980, un hardtop étant ajouté après le salon automobile de Birmingham de cette année-là. Bien qu'il ait été bien accueilli en 1980 par la presse automobile, le pays se dirigeait vers une récession et Reliant eu du mal à vendre beaucoup de ses décapotables avec un tarif de 11 360 £. De nombreuses voitures restèrent donc à l'usine pendant des mois jusqu'à ce qu'elles puissent enfin trouver un acquéreur. En 1986, la Scimitar GTC coûtait 20% plus cher qu'une Ford Escort XR3i Cabriolet, un modèle similaire en termes de nombre de places et de performances.
- Au total 442 GTC ont été produites par Reliant (+ 1 prototype)
- 340 exemplaires ont été fabriqués en 1980 (première année de production)
- Châssis galvanisé en usine à partir du numéro de production 372-442 (les voitures précédentes avaient un châssis en acier peint)
- 3 exemplaires ont été fabriqués en 1981, 20 en 1982, 24 en 1983, 29 en 1984, 13 en 1985 et 13 en 1986
- La plupart des voitures immatriculées en 1981 ont été produites en 1980
- La GTC est plus légère que la SE6B GTE sur laquelle elle est basée
- La GTC était 10% plus chère que la SE6B en 1980
- En 1980 une GTC coûtait 11 360 £, soit plus de 40 000 £ actuellement[22]